# Tokyo Monogatari
Tokyo Monogatari (東京物語, Tōkyō Monogatari) is een Japanse speelfilm uit 1953 van de Japanse filmregisseur Yasujiro Ozu. In Nederland en België werd de film in het verleden soms ook wel De reis naar Tokio genoemd. De film is in de Angelsaksische wereld vooral bekend onder de vertaalde titel Tokyo Story. De mannelijke hoofdrol wordt gespeeld door Ozu's vaste acteur Chishu Ryu en de vrouwelijke rol door zijn vaste acteur Setsuko Hara.
Tokyo Monogatari is een psychologisch familiedrama waarin de verhoudingen tussen de oude en nieuwe generatie, met name die van bejaarde ouders en hun volwassen kinderen, centraal staan. De film is verder vooral bekend vanwege de sobere, eenvoudige, minimalistische en expressionistische manier van filmen. De film wordt door veel critici beschouwd als de beste film van Ozu en wordt door kenners gezien als een van de beste films ooit gemaakt. Dit blijkt onder andere uit een derde plaats in de lijst van beste films aller tijden, opgesteld door het Britse filmtijdschrift Sight & Sound.

## Verhaal
Het bejaarde echtpaar Shūkichi (72) en Tomi (68) Hirayama gaat hun kinderen in Tokio opzoeken. Zelf wonen zij in Onomichi, waar ook hun jongste dochter Kyoko nog woont. De reis naar Tokio duurt tot de volgende dag, aangezien de film speelt in de tijd dat er nog geen Shinkansen (netwerk van hogesnelheidslijnen) was en is dan ook vermoeiend.
Eenmaal in Tokio aangekomen kunnen ze blijven logeren bij hun oudste zoon, Kōichi, die dokter is. Zoals later zal blijken valt deze baan de vader lichtelijk tegen: hij had meer verwacht. De zoons van Kōichi moeten niets van opa en oma hebben, maar ze worden wel warm welkom geheten en de andere kinderen - hun dochter Shige en schoondochter Noriko - komen ook langs.
De volgende dag begint het al moeilijker te worden. Opa en oma zouden worden meegenomen naar het theater, maar doordat een jonge patiënt hulp behoeft gaat dit niet door. Opa en oma blijven wachten en blijven zodoende de hele dag bij hun schoondochter en bij de kleinkinderen (die nog altijd niets van ze moeten hebben). Ook de dag erna blijkt moeilijk: dochter Shige, die van de kinderen pa en ma het minst een warm hart schijnt toe te dragen, vraagt schoonzus Noriko om voor de ouders te zorgen. Noriko vraagt hiervoor vrij en zij neemt de ouders van haar overleden echtgenoot, die ze met vader en moeder aanspreekt, mee met een busreis en verder de stad in.
Intussen besluiten de overige kinderen om het stel naar de badplaats Atami te sturen, om eens "lekker uit te rusten". Ze komen echter in een hotel terecht met allemaal jongelui die lang doorfeesten en de volgende dag zijn ze dan ook doodop. Zo doodop dat moeder Tomi er duizelig van is. Ze besluiten terug te gaan naar Tokio, maar daar blijken ze niet goed terecht te kunnen, aangezien Shige, bij wie ze normaal zouden logeren, veel bezoek zou krijgen. Tomi stelt voor om dan bij Noriko te blijven slapen, maar die woont erg klein en daarom besluit Shūkichi om langs te gaan bij een oude collega die ook naar Tokio verhuisd is. Ze spreken af de volgende dag naar huis te gaan.
Tijdens de drinkavond heeft Shūkichi het met twee oude collega's over kinderen. Al met al is hij tevreden over wat ze allemaal bereikt hebben, maar toch is er ook duidelijk teleurstelling. Ze drinken vrij stevig. Na de avond drinken belandt vader met zijn collega toch bij Shige, na daar door een wijkagent te zijn afgezet. Daar blijkt Shige nare herinneringen te hebben aan haar vader die, totdat de jongste zus geboren werd, wel vaker te veel dronk.

Tomi spreekt haar zorgen uit tegen Noriko, die na acht jaar nog altijd lijkt te rouwen om haar overleden echtgenoot.
Op de weg terug wordt moeder onwel en in Osaka blijven ze dan ook een paar dagen logeren bij hun zoon Keizo die daar woont. Maar als ze daarna weer in Onomichi terugkomen, wordt Tomi ernstig ziek. De kinderen komen allemaal naar Onomichi en moeder overlijdt. Keizo blijkt erg spijt te hebben niet beter voor zijn moeder gezorgd te hebben. Bij de maaltijd na de begrafenis besluit iedereen, behalve Noriko, om alweer terug te keren.
De film eindigt met drie gesprekken.
In het eerste, tussen Kyōko en Noriko, verwijt Kyōko de andere kinderen dat ze erg kil zijn en geen gevoel hebben. Vooral Shige, die twee kledingstukken meenam en vertrok, vond ze zeer onaangenaam. Noriko zegt dat ze het hen niet te veel moet kwalijk nemen, omdat de andere kinderen erg druk zijn met hun eigen leven en dat het nu eenmaal zo gaat met volwassen kinderen. Kyōko wil zo niet worden en ze wijst er ook op dat Noriko er toch ook nog is. Noriko wil zo ook niet zijn.
Het tweede gesprek is een gesprek tussen Shūkichi en Noriko. Hij zegt dat van al zijn kinderen, zij moeder en hemzelf het best ontvangen heeft op de reis en hij geeft haar het oude horloge van moeder. Ook hij spreekt zijn zorgen uit en zegt dat ze moet proberen gelukkig te worden. Noriko zien we daarna huilend in de trein zitten.
Het laatste gesprek gaat tussen Shūkichi en de buurvrouw. Zij zegt dat het voor hem wel moeilijk moet zijn om alleen te zijn. Dat is zo, maar hij zegt er maar aan te moeten wennen.

## Rolverdeling

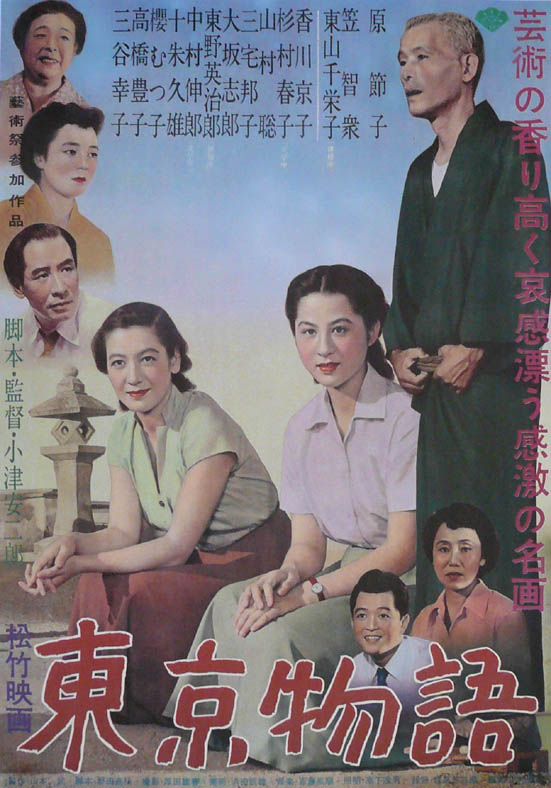
Filmposter

| Acteur             | Personage         | Opmerkingen             |
| ------------------ | ----------------- | ----------------------- |
| Ryū Chishū         | Shūkichi Hirayama | vader                   |
| Higashiyama Chieko | Tomi Hirayama     | moeder                  |
| Yamamura So        | Kōichi Hirayama   | oudste zoon             |
| Miyake Kuniko      | Fumiko Hirayama   | schoondochter           |
| Sugimura Haruko    | Shige Kaneko      | oudste dochter          |
| Nakamura Nobuo     | Kurazō Kaneko     | schoonzoon              |
| Hara Setsuko       | Noriko Hirayama   | schoondochter en weduwe |
| Ōsaka Shirō        | Keizō Hirayama    | jongste zoon            |
| Kagawa Kyoko       | Kyōko Hirayama    | jongste dochter         |
| Toake Hisao        | Osamu Hattori     | oude vriend             |
| Nagaoka Teruko     | Yone Hattori      | vrouw van Osamu         |
| Tōno Eijirō        | Sanpei Numata     | oude vriend             |
| Sakura Mutsuko     | barvrouw          |                         |

## Thematiek
Ozu beschrijft in deze film op zeer realistische wijze hoe kinderen en ouders, zeker als deze ver weg wonen, uit elkaar groeien. De kinderen lijken het fijn te vinden dat hun ouders er zijn, maar zijn te druk bezig met hun eigen leven en de vraag "Wat doen we met vader en moeder?" lijkt de belangrijkste vraag. Dit gevoel van tot last te zijn speelt ook erg duidelijk bij de ouders. De film is rauw en realistisch in deze ongemakkelijke situatie.
Naast dit verhaal geeft deze film een goede indruk van het leven in Japan in de jaren '50. Het verlies van een kind in de oorlog, het drukke leven en de urbanisatie en veranderende denkbeelden komen naar voren.
Men zou daarnaast ook het enigszins moralistische "Zorg goed voor je ouders, voor het te laat is" als thema voor de film kunnen aanwijzen. Dit wordt door Keizo ook bijna letterlijk zo gezegd. De film is echter expressief van aard en lijkt hierover niet echt te oordelen, maar men kan het er wel uit halen.